# Чарлстон-Парк (Флорида)
Чарлстон-Парк (англ. Charleston Park) — переписна місцевість (CDP) в США, в окрузі Лі штату Флорида. Населення — 235 осіб (2020).

## Географія
Чарлстон-Парк розташований за координатами 26°42′20″ пн. ш. 81°34′50″ зх. д. / 26.70556° пн. ш. 81.58056° зх. д. (26.705642, -81.580604).  За даними Бюро перепису населення США в 2010 році переписна місцевість мала площу 0,32 км², уся площа — суходіл.

## Демографія
Згідно з переписом 2010 року, у переписній місцевості мешкало 218 осіб у 86 домогосподарствах у складі 53 родин. Густота населення становила 672 особи/км².  Було 106 помешкань (327/км²).
Расовий склад населення:
| - 74,8 % — чорних або афроамериканців - 20,6 % — білих - 0,5 % — азіатів - 1,8 % — осіб інших рас |

До двох чи більше рас належало 2,3 %. Частка іспаномовних становила 9,6 % від усіх жителів.
За віковим діапазоном населення розподілялося таким чином: 23,4 % — особи молодші 18 років, 58,7 % — особи у віці 18—64 років, 17,9 % — особи у віці 65 років та старші. Медіана віку мешканця становила 46,5 року. На 100 осіб жіночої статі у переписній місцевості припадало 129,5 чоловіків;  на 100 жінок у віці від 18 років та старших — 128,8 чоловіків також старших 18 років.
Цивільне працевлаштоване населення становило 19 осіб. Основні галузі зайнятості: мистецтво, розваги та відпочинок — 52,6 %, виробництво — 47,4 %.